# Freha
Freha é uma cidade e comuna localizada na província de Tizi Ouzou, no norte da Argélia. Em 2008, sua população era de 24 228 habitantes.